# Шелехово (Минская область)
Шелехово (бел. Шэ́лехава) — деревня в Пуховичском районе Минской области Республики Беларусь. В составе Блужского сельсовета.

## История
В конце XIX века урочище в Омельнянской волости Игуменского уезда Минской губернии. В 1917 году были одноименные урочища, застенок и хутор.
С конца февраля 1918 года территория оккупирована войсками Германской империи. 25 марта 1918 года согласно Третьей Уставной грамоте провозглашалась частью Белорусской Народной Республики. Жители Омельнянской волости направляли обращения в Народный Секретариат Беларуси с жалобами на действия немецких оккупационных властей. В декабре 1918 года занята Красной Армией, с 1 января 1919 года в соответствии с постановлением I съезда КП(б) Беларуси она вошла в состав Советской Белоруссии, с 27 февраля 1919 года — в ЛитБел ССР. Во время польско-советской войны в августе 1919 — июле 1920 годов под оккупацией Польши (Минский округ ГУУЗ).
С 31 июля 1920 года в Белорусской ССР. В 1926 году хутор Шелехов.
Во Вторую мировую войну с конца июня 1941 года до начала июля 1944 года под оккупацией Германии.
До 28 мая 2013 года Шелехово входил в состав Сутинского сельсовета. В декабре 2015 года посёлок Шелехово получил статус деревни.

## Население

### Численность
- 2012 год — 1 хозяйство, 1 житель

### Динамика
- Конец XIX в. — 9 жителей
- 1909 год — 3 двора, 10 жителей (урочище)[3]
- 1917 год — 4 двора, 42 жителя (урочище); 7 дворов, 30 жителей (застенок); 3 двора, 22 жителя (хутор)
- 1926 год — 18 дворов, 89 жителей
- 2002 год — 6 хозяйств, 7 жителей
- 2010 год — 3 хозяйства, 3 жителя
- 2012 год — 1 хозяйство, 1 житель

## Известные уроженцы
- Новосад, Пётр Александрович (1939—1994) — певец, заслуженный артист Беларуси (1989).